# Angelo Lodi
Angelo Lodi (Fiume ara Rijeka, Croàcia, 1777 - 1839) fou un compositor italià.
Es distingí com a pianista, organista, i compositor; a Bolonya aprengué el contrapunt amb el sacerdot i compositor Mattei. Retornà a la seva citat natal, on aconseguí el càrrec de segon mestre de capella de la catedral. També fou director d'una música militar, i va pertànyer a diverses acadèmies filharmòniques. Posseïa una interessant col·lecció de música antiga d'autors italians.
Entre les seves composicions hi figuren: diverses misses, simfonies per a orquestra, etc., algunes de les quals es publicaren.